# Maltańska 1. Division siatkarzy (2011/2012)
Maltańska 1. Division siatkarzy 2011/2012 − rozgrywki o mistrzostwo Malty organizowane przez Maltański Związek Piłki Siatkowej (ang. Malta Volleyball Association, MVA).
Zainaugurowane zostały 9 października 2011 roku i trwały do 17 kwietnia 2012 roku.
W sezonie 2011/2012 żaden maltański klub nie brał udziału w europejskich pucharach.

## System rozgrywek
W fazie zasadniczej 5 drużyn rozegrało ze sobą po dwa mecze systemem każdy z każdym. Dwie najlepsze drużyny fazy zasadniczej rozegrało ze sobą jeden mecz finałowy.

## Drużyny uczestniczące
| | Maltańska 1. Division 2011/2012 |   |
| --- | ------------------------------- | - |
| VLT | Valletta San Antonio            | 1 |
| ALY | Aloysians Defenders             | 2 |
| ATD | Attard Tenovar                  | 3 |
| FDL | Fleur-de-Lys                    | 4 |
| MGR | Mġarr                           | 6 |
| Oznaczenia: - kolumna pierwsza – skróty nazw drużyn wpisane na mapie (jeśli ta została zamieszczona), - kolumna trzecia – miejsce zajęte przez daną drużynę w poprzednim sezonie. |                                 |   |

## Hala sportowa
Wszystkie drużyny rozgrywały swoje spotkania w Cottonera Sports Complex w Paoli.

## Faza zasadnicza

### Tabela wyników
| Gospodarz \ Gość1    | VLT | ALY | ATD | FDL | MGR |
| Valletta San Antonio |     | 0:3 | 3:0 | 3:0 | 3:0 |
| Aloysians Defenders  | 2:3 |     | 3:0 | 3:0 | 3:0 |
| Attard Tenovar       | 0:3 | 1:3 |     | 3:0 | 3:0 |
| Fleur-de-Lys         | 0:3 | 1:3 | 1:3 |     | 3:0 |
| Mġarr                | 0:3 | 0:3 | 1:3 | 0:3 |     |

Źródło: maltavolleyball.org
1 Drużyna gospodarzy jest wymieniona po lewej stronie tabeli.
Kolory:
  zwycięstwo gospodarzy 3:0 lub 3:1
  zwycięstwo gospodarzy 3:2
  zwycięstwo gości 3:0 lub 3:1
  zwycięstwo gości 3:2

### Terminarz i wyniki spotkań
| Data       | Godz. | Gospodarz            | Rezultat                                | Gość                 |  |
| ---------- | ----- | -------------------- | --------------------------------------- | -------------------- |  |
| 1. RUNDA   |       |                      |                                         |                      |  |
| 09.10.2011 | 14:30 | Aloysians Defenders  | 3:0 (25:13, 25:17, 25:21)               | Mġarr                |  |
| 23.10.2011 | 15:30 | Fleur-de-Lys         | 1:3 (23:25, 25:14, 18:25, 15:25)        | Attard Tenovar       |  |
|            |       |                      |                                         |                      |  |
| 23.10.2011 | 17:30 | Mġarr                | 0:3 (19:25, 25:27, 12:25)               | Valletta San Antonio |  |
| 06.11.2011 | 13:30 | Aloysians Defenders  | 3:0 (25:21, 25:20, 25:22)               | Fleur-de-Lys         |  |
|            |       |                      |                                         |                      |  |
| 06.11.2011 | 15:30 | Valletta San Antonio | 3:0 (25:11, 25:18, 25:21)               | Attard Tenovar       |  |
| 20.11.2011 | 13:30 | Mġarr                | 0:3 (16:25, 20:25, 19:25)               | Fleur-de-Lys         |  |
|            |       |                      |                                         |                      |  |
| 09.10.2011 | 16:30 | Fleur-de-Lys         | 0:3 (24:26, 17:25, 23:25)               | Valletta San Antonio |  |
| 20.11.2011 | 15:30 | Attard Tenovar       | 1:3 (22:25, 25:22, 23:25, 10:25)        | Aloysians Defenders  |  |
|            |       |                      |                                         |                      |  |
| 27.11.2011 | 16:30 | Valletta San Antonio | 0:3 (26:28, 21:25, 16:25)               | Aloysians Defenders  |  |
| 11.12.2011 | 14:30 | Attard Tenovar       | 3:0 (25:20, 25:19, 25:20)               | Mġarr                |  |
| 2. RUNDA   |       |                      |                                         |                      |  |
| 12.02.2012 | 15:30 | Mġarr                | 0:3 (14:25, 13:25, 10:25)               | Aloysians Defenders  |  |
| 04.12.2011 | 14:30 | Attard Tenovar       | 3:0 (25:21, 27:25, 25:22)               | Fleur-de-Lys         |  |
|            |       |                      |                                         |                      |  |
| 01.04.2012 | 14:30 | Valletta San Antonio | 3:0 (25:8, 25:14, 25:20)                | Mġarr                |  |
| 26.02.2012 | 13:30 | Fleur-de-Lys         | 1:3 (25:23, 10:25, 22:25, 15:25)        | Aloysians Defenders  |  |
|            |       |                      |                                         |                      |  |
| 18.12.2011 | 14:30 | Attard Tenovar       | 0:3 (29:31, 12:25, 23:25)               | Valletta San Antonio |  |
| 04.03.2012 | 16:30 | Fleur-de-Lys         | 3:0 (26:24, 25:14, 25:19)               | Mġarr                |  |
|            |       |                      |                                         |                      |  |
| 12.02.2012 | 17:30 | Valletta San Antonio | 3:0 (25:21, 25:17, 25:21)               | Fleur-de-Lys         |  |
| 11.03.2012 | 14:30 | Aloysians Defenders  | 3:0 (25:16, 25:14, 25:23)               | Attard Tenovar       |  |
|            |       |                      |                                         |                      |  |
| 18.03.2012 | 13:30 | Aloysians Defenders  | 2:3 (25:22, 25:21, 20:25, 35:37, 16:18) | Valletta San Antonio |  |
| 25.03.2012 | 17:30 | Mġarr                | 1:3 (26:24, 15:25, 11:25, 25:27)        | Attard Tenovar       |  |

### Tabela
| Lp. | Drużyna              | Pkt | Mecze | Mecze | Mecze | Rodzaj wyniku | Rodzaj wyniku | Rodzaj wyniku | Rodzaj wyniku | Rodzaj wyniku | Rodzaj wyniku | Sety | Sety | Sety  | Małe punkty | Małe punkty | Małe punkty |
| Lp. | Drużyna              | Pkt | M     | W     | P     | 3:0           | 3:1           | 3:2           | 2:3           | 1:3           | 0:3           | wyg. | prz. | stos. | zdob.       | str.        | stos.       |
| --- | -------------------- | --- | ----- | ----- | ----- | ------------- | ------------- | ------------- | ------------- | ------------- | ------------- | ---- | ---- | ----- | ----------- | ----------- | ----------- |
| 1   | Aloysians Defenders  | 22  | 8     | 7     | 1     | 5             | 2             | 0             | 1             | 0             | 0             | 23   | 5    | 4.6   | 694         | 542         | 1.28        |
| 2   | Valletta San Antonio | 22  | 8     | 7     | 1     | 6             | 0             | 1             | 0             | 0             | 1             | 21   | 5    | 4.2   | 645         | 534         | 1.208       |
| 3   | Attard Tenovar       | 16  | 8     | 4     | 4     | 2             | 2             | 0             | 0             | 1             | 3             | 13   | 14   | 0.929 | 589         | 613         | 0.961       |
| 4   | Fleur-de-Lys         | 12  | 8     | 2     | 6     | 2             | 0             | 0             | 0             | 2             | 4             | 8    | 18   | 0.444 | 558         | 602         | 0.927       |
| 5   | Mġarr                | 8   | 8     | 0     | 8     | 0             | 0             | 0             | 0             | 1             | 7             | 1    | 24   | 0.042 | 434         | 629         | 0.69        |

Źródło: maltavolleyball.org
Punktacja: zwycięstwo – 3 pkt, porażka – 1 pkt
Zasady ustalania kolejności: 1. liczba punktów; 2. stosunek setów; 3. stosunek małych punktów; 4. bilans w bezpośrednich meczach
     Finał

## Finał
| Data       | Godz. | Gospodarz            | Rezultat                  | Gość                |
| ---------- | ----- | -------------------- | ------------------------- | ------------------- |
| 17.04.2012 | 20:30 | Valletta San Antonio | 3:0 (25:23, 25:11, 25:20) | Aloysians Defenders |

## Klasyfikacja końcowa
| Lp. | Drużyna              |
| --- | -------------------- |
| 1   | Valletta San Antonio |
| 2   | Aloysians Defenders  |
| 3   | Attard Tenovar       |
| 4   | Fleur-de-Lys         |
| 5   | Mġarr                |

## Statystyki
| Runda | Mecze | Sety | Średnio na mecz | Małe punkty | Średnio na set |
| ----- | ----- | ---- | --------------- | ----------- | -------------- |
| I     | 10    | 32   | 3,20            | 1414        | 44,19          |
| II    | 10    | 34   | 3,40            | 1506        | 44,29          |
| Finał | 1     | 3    | 3,00            | 129         | 43,00          |
| Razem | 21    | 69   | 3,29            | 3049        | 44,19          |